# Shinjū
Shinjū (心中? parola composta dai caratteri 心, mente, e 中, centro) è un vocabolo giapponese che significa "doppio suicidio". Nel linguaggio comune, il vocabolo è usato per indicare qualsiasi tipo di suicidio che avviene simultaneamente fra persone legate da vincoli affettivi, di solito amanti, o coniugi, o genitori e figli, o anche intere famiglie.

## Storia
Gli amanti che commettono shinjū credono che saranno uniti di nuovo in cielo; questa credenza è sorta in Giappone durante il periodo Edo, allorché si sostenne che il legame tra l'uomo e la donna proseguisse anche nell'altro mondo- Nell'Amidismo buddista si ritiene che attraverso il doppio suicidio ci si può avvicinare alla paradisiaca Sukhavati (Terra Pura).
I doppi suicidi sono abbastanza comuni nella storia del Giappone e costituiscono un tema importante del repertorio del teatro di marionette (Bunraku). Noto è il suicidio commesso, dopo numerosi e infruttuosi tentativi, dallo scrittore Osamu Dazai e dalla sua amante Tomie Yamazaki nel 1948. Nel teatro e nella tradizione letteraria giapponese, i doppi suicidi avvengono fra due amanti, laddove il ninjo ("sentimento personale" o amore per l'altro) è in contraddizione con il giri (le "convenzioni sociali" o gli obblighi familiari); l'esito tragico, generalmente noto al pubblico, è preceduto da un michiyuki, un breve viaggio durante il quale gli amanti rievocano i momenti più felici della loro vita e del loro amore. Il drammaturgo Chikamatsu Monzaemon (1653 – 1724), per esempio, lo ha affrontato nei drammi Shinjū ten no Amijima (Doppio suicidio d'amore ad Amijima) del 1720 e Sonezaki shinjū (Gli amanti suicidi di Sonezaki) terminato nel 1703; il soggetto è stato affrontato anche nel film La donna che voleva morire diretto da Kōji Wakamatsu (1971).